# 타이 에어아시아의 운항 노선
2018년 1월 기준, 타이 에어아시아는 다음과 같은 노선을 운항 중이다.

## 운항 노선

### 아시아

#### 동아시아
- 중화인민공화국
  - 광저우 - 광저우 바이윈 국제공항
  - 난닝 - 난닝 우수 국제공항
  - 난징 - 난징 루커우 국제공항
  - 닝보 - 닝보 리스 국제공항 전세편
  - 선전 - 선전 바오안 국제공항
  - 시안 - 시안 셴양 국제공항
  - 우한 - 우한 톈허 국제공항
  - 원저우 - 원저우 룽완 국제공항 전세편
  - 제양 - 제양 차오샨 국제공항
  - 창사 - 창사 황화 국제공항
  - 청두 - 청두 솽류 국제공항 - (2018년 2월 1일 신규취항)
  - 충칭 - 충칭 장베이 국제공항
  - 쿤밍 - 쿤밍 창슈이 국제공항
  - 항저우 - 항저우 샤오산 국제공항
- 마카오
  - 마카오 - 마카오 국제공항
- 홍콩
  - 홍콩 - 홍콩 첵랍콕 국제공항

#### 동남아시아
- 라오스
  - 비엔티안 - 왓따이 국제공항
  - 루앙프라방 - 루앙프라방 국제공항
- 말레이시아
  - 쿠알라룸푸르 - 쿠알라룸푸르 국제공항
  - 조호르바루 - 세나이 국제공항 - (2018년 2월 10일 신규취항)
  - 페낭 - 페낭 국제공항
- 미얀마
  - 양곤 - 양곤 국제공항
  - 만달레이 - 만달레이 국제공항
- 베트남
  - 하노이 - 노이바이 국제공항
  - 다낭 - 다낭 국제공항
  - 호치민 시 - 떤선녓 국제공항
- 싱가포르
  - 싱가포르 - 싱가포르 창이 국제공항
- 인도네시아
  - 덴파사르 - 응우라라이 국제공항
- 캄보디아
  - 프놈펜 - 프놈펜 국제공항
  - 씨엠림 - 씨엠립 국제공항
- 태국
  - 방콕 - 돈므앙 국제공항 허브'
  - 끄라비 - 끄라비 국제공항
  - 파타야 - 우타파오 국제공항
  - 푸켓 - 푸켓 국제공항
  - 핫야이 - 핫야이 국제공항
  - 꼰깬 - 꼰깬 공항
  - 나라티왓 - 나라티왓 공항
  - 나콘시탐마랏 - 나콘시탐마랏 공항
  - 나콘파놈 - 나콘파놈 공항
  - 난 - 난 공항
  - 뜨랑 - 뜨랑 공항
  - 라농 - 라농 공항 - (2018년 2월 16일 재취항)
  - 로이엣 - 로이엣 공항
  - 르이 - 르이 공항
  - 부리람 - 부리람 공항
  - 사꼰나콘 - 사꼰나콘 공항
  - 수랏타니 - 수랏타니 공항
  - 우돈타니 - 우돈타니 공항
  - 우본랏차타니 - 우본랏차타니 공항

#### 남아시아
- 몰디브
  - 말레 - 말레 국제공항
- 인도
  - 바라나시 - 랄 바하두르 샤스트리 국제공항 전세편
  - 벵갈로르 - 벵갈루루 국제공항
  - 자이푸르 - 자이푸르 국제공항
  - 코치 - 코친 국제공항
  - 콜카타 - 네타지 수바스 찬드라 보스 국제공항
  - 가야 - 가야 공항 전세편
  - 티루치라팔리 - 티루치라팔리 공항

## 단항 노선

#### 동아시아
- 중화인민공화국
  - 샤먼 - 샤먼 가오치 국제공항

#### 동남아시아
- 미얀마
  - 네피도 - 네피도 국제공항

#### 남아시아
- 인도
  - 델리 - 인디라 간디 국제공항